# Maria Berger
Maria-Margarethe Berger (née le 19 août 1956 à Perg en Autriche) est une juge autrichienne à la Cour de justice européenne de 2009 à 2019.
Membre du SPÖ, elle est députée européenne de 1996 à 2007, et de 2008 à 2009, puis ministre fédérale de la Justice du gouvernement autrichien de 2007 à 2008. 
En 2007, elle propose une somme de 50 000 € à toute personne susceptible de donner des informations concrètes concernant la localisation d'Alois Brunner  et Aribert Heim.